# Scooby-Doo and Scrappy-Doo (1979)
Scooby-Doo and Scrappy-Doo is een Amerikaanse animatieserie, en de vierde incarnatie van de Hanna-Barbera serie Scooby-Doo. De serie ging in première op 22 september 1979 op de zender ABC. De serie liep 1 seizoen van 16 afleveringen.

## Overzicht
In 1979 besefte de staff van Hanna-Barbera dat de klassieke Scooby-Doo verhaalformule uitgeput begon te raken, en dat de nieuwe afleveringen niet meer zo succesvol waren als de oudere. Dit was voor hen aanleiding om de show te parodiëren met de tv-special Scooby Goes Hollywood.
Deze special kon de kijkcijfers echter niet verhogen, en ABC dreigde te stoppen met de serie.. Daarom besloot Hanna-Barbera serie voor het seizoen van 1979 – 1982 een grote verandering te laten ondergaan. Ze introduceerden een nieuw personage, Scooby’s hyperactieve neefje Scrappy-Doo. Ook werd de naam van de show veranderd in Scooby-Doo and Scrappy-Doo.
Scrappy was een tegenpool van Scooby. Hij was klein, nooit bang, en wilde de monsters die Mystery Inc. tegenkwam altijd rechtstreeks confronteren. Vaak kwam hij hierdoor zelf in de problemen en moest gered worden door Scooby en Shaggy. Hoewel ze nog wel meededen, werden de personages van Fred, Daphne, en Velma steeds minder essentieel voor de plot van een aflevering.

## Afleveringen
| #    | Titel                                    | Uitzenddatum VS     |
| ---- | ---------------------------------------- | ------------------- |
| 1.1  | "The Scarab Lives!"                      | 22 september, 1979  |
| 1.2  | "The Night Ghoul of Wonderworld"         | 29 september, 1979  |
| 1.3  | "Strange Encounters of a Scooby Kind"    | 6 oktober, 1979     |
| 1.4  | "The Neon Phantom of the Roller Disco!"  | 13 oktober, 1979    |
| 1.5  | "Shiver and Shake, That Demon's A Snake" | 20 oktober, 1979    |
| 1.6  | "The Scary Sky Skeleton"                 | 27 oktober 27, 1979 |
| 1.7  | "The Demon of the Dugout"                | 3 november, 1979    |
| 1.8  | "The Hairy Scare of the Devil Bear"      | 10 november, 1979   |
| 1.9  | "Twenty Thousand Screams Under the Sea"  | 17 november, 1979   |
| 1.10 | "I Left My Neck in San Francisco"        | 24 november, 1979   |
| 1.11 | "When You Wish Upon a Star Creature"     | 1 december, 1979    |
| 1.12 | "The Ghoul, the Bat, and the Ugly"       | 8 december, 1979    |
| 1.13 | "Rocky Mountain Yiiiii!"                 | 15 december, 1979   |
| 1.14 | "The Sorcerer's a Menace"                | 22 december, 1979   |
| 1.15 | "Lock The Door, It's a Minotaur!"        | 29 december, 1979   |
| 1.16 | "The Ransom of Scooby Chief"             | 5 januari, 1980     |

## Cast
- Don Messick - Scooby-Doo
- Lennie Weinrib – Scrappy-Doo
- Casey Kasem - Shaggy Rogers
- Frank Welker - Fred
- Heather North – Daphne
- Pat Stevens - Velma (t/m aflevering 1.11)
- Marla Frumkin – Velma (vanaf aflevering 1.12)

## Vervolg
Na het succes van deze serie maakte Hanna-Barbera een tweede serie met dezelfde naam. Deze werd net als The Scooby-Doo Show uitgezonden als onderdeel van een grotere serie.